# Tetiana Kolesnikova
Pour les articles homonymes, voir Kolesnikov.
Tetiana Kolesnikova est une rameuse ukrainienne, née le 9 août 1977.

## Palmarès

### Championnats du monde d'aviron
- Championnats du monde d'aviron 2009 à Poznań,  Pologne
  -  Médaille d'or en quatre de couple

### Championnats d'Europe d'aviron
- Championnats d'Europe d'aviron 2009 à Brest,  Biélorussie
  -  Médaille d'or en quatre de couple
- Championnats d'Europe d'aviron 2008 à Athènes,  Grèce
  -  Médaille d'or en quatre de couple
- Championnats d'Europe d'aviron 2007 à Poznań,  Pologne
  -  Médaille d'or en quatre de couple